# Orgelinventar der Schweiz
Das Orgelinventar der Schweiz ist ein Projekt, das im April 1988 an der Universität Zürich begonnen wurde. 
Das Inventar möchte die Orgel als Tondokument wie auch als Objekt architektonischer und kunsthistorischer Bedeutung neben technischen Belangen klassifizieren. Die beschreibende Klassifizierung der Orgeln wird systematisch in einheitlichen Kategorien vorangetrieben. Die Weilheim-Bestimmung (neue Version 1970), welche Angaben vorsieht, aufgrund derer Orgeln als nationale Kulturgüter angesehen und geschützt werden, stellt die Grundlage der Erhebungen dar, welche vom Departement für Musikologie (Universität Zürich) geleitet und von den Kantonalen Departementen für Kulturgut und Orgelexperten ausgeführt werden. 
Seit Anfang 2007 wird die Erhebung vom Orgeldokumentationszentrum der Musikhochschule Luzern weitergeführt.
- Es existieren bereits komplette Inventare für folgende Kantone: Aargau, Appenzell Ausserrhoden, Appenzell Innerrhoden, Basel-Landschaft, Basel-Stadt (bis Baujahr 1960), Glarus, Solothurn, St. Gallen, Thurgau und Zug.
- Folgende Inventare sind momentan in Bearbeitung: Luzern, Ob- und Nidwalden, Schwyz und Zürich.
- In nicht genannten Kantonen wurde die Inventarisierung auf später verschoben, aus finanziellen Gründen oder wegen Mangel von spezialisierten Mitarbeitern in den betreffenden Kantonen.[1]